# Aktionsprogramm 2015
Das Aktionsprogramm 2015 war ein 2004 erarbeitetes politisches Programm zur Umsetzung von internationalen Gemeinschaftszielen. Die Bundesrepublik Deutschland hatte sich verpflichtet, an der Verwirklichung der Millenniumsziele mitzuwirken, die in Johannesburg 2002 ausgehandelt wurden. Das Programm war ressortübergreifend.
Das Aktionsprogramm 2015 der Bundesregierung enthielt 5 strategische Ziele:
- Verankerung von Armutsbekämpfung als internationale Gemeinschaftsaufgabe und als Aufgabe der gesamten Bundesregierung
- Herstellung von Kohärenz relevanter innenpolitischer und multilateraler Politikfelder im Hinblick auf Armutsbekämpfung
- Bildung neuer Allianzen für Entwicklung
- Wirkungsorientierung der Entwicklungszusammenarbeit

Es enthielt zehn Ansatzpunkte zur Verwirklichung des Programms:
1. Die wirtschaftliche Dynamik und die aktive Beteiligung der Armen erhöhen
2. Das Recht auf Nahrung verwirklichen und Agrarreformen durchführen
3. Faire Handelschancen für die Entwicklungsländer schaffen
4. Verschuldung abbauen und Entwicklung finanzieren
5. Soziale Grunddienste gewährleisten und soziale Sicherheit stärken
6. Zugang zu lebenswichtigen Ressourcen sichern und eine intakte Umwelt fördern
7. Menschenrechte verwirklichen und die Kernarbeitsnormen respektieren
8. Die Gleichberechtigung der Geschlechter fördern
9. Die Beteiligung der Armen am gesellschaftlichen, politischen und wirtschaftlichem Leben sichern und verantwortungsvolle Regierungsführung stärken
10. Konflikte friedlich austragen und menschliche Sicherheit und Abrüstung fördern

Nachdem das Aktionsprogramm 2015 noch im Koalitionsvertrag von CDU/CSU und SPD von 2005 Erwähnung gefunden hatte, wurde es jedoch in der Regierungsarbeit der „Großen Koalition“ nicht weiter verfolgt und verschwand nach und nach aus der Öffentlichkeit. Das Aktionsprogramm 2015 wurde nie offiziell beendet.